# Communauté rurale de Panal Wolof
La communauté rurale de Panal Wolof est une communauté rurale du Sénégal située à l'ouest du pays. 
Créée en 2011, elle fait partie de l'arrondissement de Nguélou, du département de Guinguinéo et de la région de Kaolack.
Son chef-lieu est le village centre de Panal Wolof.

## Histoire
Après les élections locales du 29 juin 2014 qui marquent aussi l'entrée en vigueur de l'Acte III de la décentralisation, la communauté rurale de Panal Wolof est érigée en Commune.

## Villages
La communauté rurale est constituée en 2011 de 30 villages:
1. Awnoulaye
2. Bayé Ndiaye
3. Diacksao Kouta
4. Diatmel Moussa
5. Diatmel Saer
6. Mboss Ballo Peulh 1
7. Mboss Ballo Peulh 2
8. Mboss Ballo Sérère
9. Mboss Ballo Wolof
10. Mboulougne Diawandou
11. Mboulougne Mademba
12. Mboulougne Séné Peulh 1
13. Ndinglère
14. Panal Ndiaré
15. Panal Ndiobène
16. Panal Nguéyène
17. Panal Peulh
18. Panal Sérère
19. Panal Thiarène
20. Panal Wolof
21. Ranwi Wouro Baï Baï
22. Santhiou Thiénaba